# Basilique Saint-Pierre-et-Saint-Paul de Lewiston
La basilique Saint-Pierre-et-Saint-Paul (en anglais : Basilica of Saints Peter and Paul) est le principal sanctuaire catholique de la ville de Lewiston, dans l'État américain du Maine.

## Historique
Au milieu du XIXe siècle, la ville de Lewiston reçut beaucoup d'immigrants canadiens catholiques pour travailler dans les moulins de textiles. Leur arrivée créa le besoin pour un prêtre francophone et des messes en français. Initialement, les messes avaient lieu dans le sous-sol de l'église de Saint-Joseph, jusqu'à ce que les paroissiens dépassent le millier. Les messes furent alors transférées dans la nef de l'église Saint-Jean le 2 juillet 1870. Dès 1871, les paroissiens étaient déjà trop nombreux pour cette église. L'année suivante, la première pierre fut déposée pour la construction de l'église Saint-Pierre et Saint-Paul. La messe inaugurale eut lieu en 1873. En 1881, les Pères Dominicains de Lille en France et de la province de Québec furent chargés de l'administration de la nouvelle basilique. En 1899, la première référence fut faite à Saint-Pierre et à Saint-Paul, lorsque les Dominicains publièrent leurs Album Historique, ainsi appelant la paroisse S. Pierre S. Paul de Lewiston, Maine. En 1902, la paroisse fut séparée pour créer l'église Saint-Louis de l'autre côté de la rivière à Auburn.
En 1905, même après la division de la paroisse, l'église avait plus de 10000 paroissiens. L'ancienne église dut être démolie, et le sous-sol de la nouvelle église fut complété en 1906. En 1907 et 1923, le Diocèse de Portland exigea que la paroisse soit de nouveau séparée, pour créer les paroisses de Sainte-Marie en 1907, et Sainte-Croix et Sainte-Famille en 1923. Chaque fois que la paroisse fut divisée, l'argent nécessaire à la reconstruction de l'église fut divisé également ; cela eut pour effet de prolonger l'achèvement des deux tours de l'église. Finalement, l'église fut complétée le 18 juillet 1936 et dédiée à saint Pierre et à saint Paul le 23 octobre 1938. Le 14 juillet 1983, la basilique fut enregistrée aux édifices historiques des États-Unis, en tant que deuxième plus grande église de Nouvelle-Angleterre. En 1986, les Pères Dominicains remirent l'administration de la basilique au Diocèse de Portland. En 1991, la nef de l'église fut rénovée, un projet qui se termina en 2002 avec la dédicace du nouvel autel. De 2002 à 2007, la chapelle de l'église fut aussi rénovée et rouverte, juste à temps pour le Mardi Gras et le Carème. Le 04 octobre 2004, le titre de basilique mineure lui a été conférée.